# Sainte-Croix-en-Jarez
Sainte-Croix-en-Jarez is een gemeente in het Franse departement Loire (regio Auvergne-Rhône-Alpes). De plaats maakt deel uit van het arrondissement Saint-Étienne. Sainte-Croix-en-Jarez is lid van Les Plus Beaux Villages de France. De gemeente telde op 1 januari 2022 484 inwoners.
In 1280 werd hier een kartuizerklooster gesticht met steun van Beatrix, de weduwe van Guillaume de Roussillon.

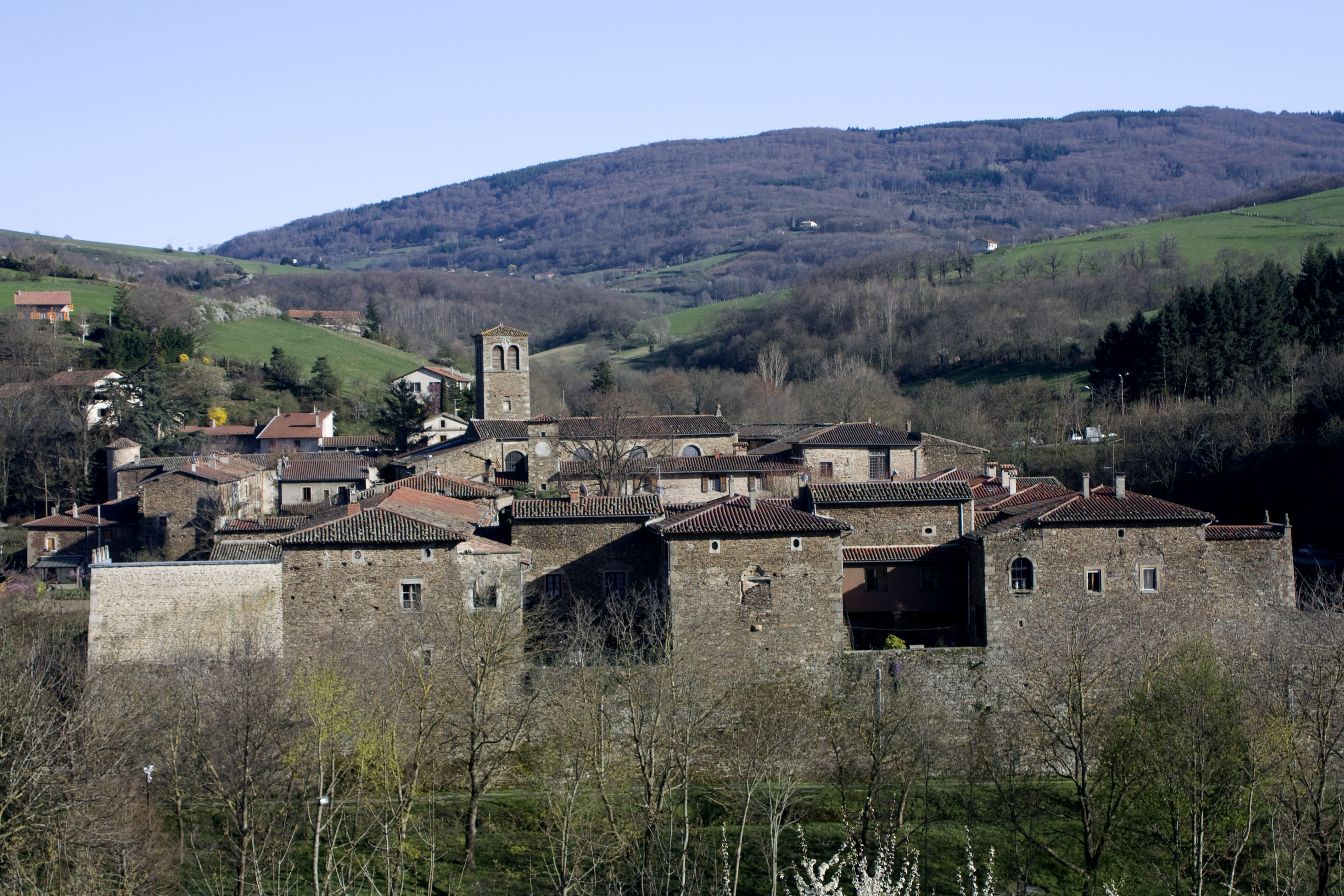
Priorij van Sainte-Croix-en-Jarez
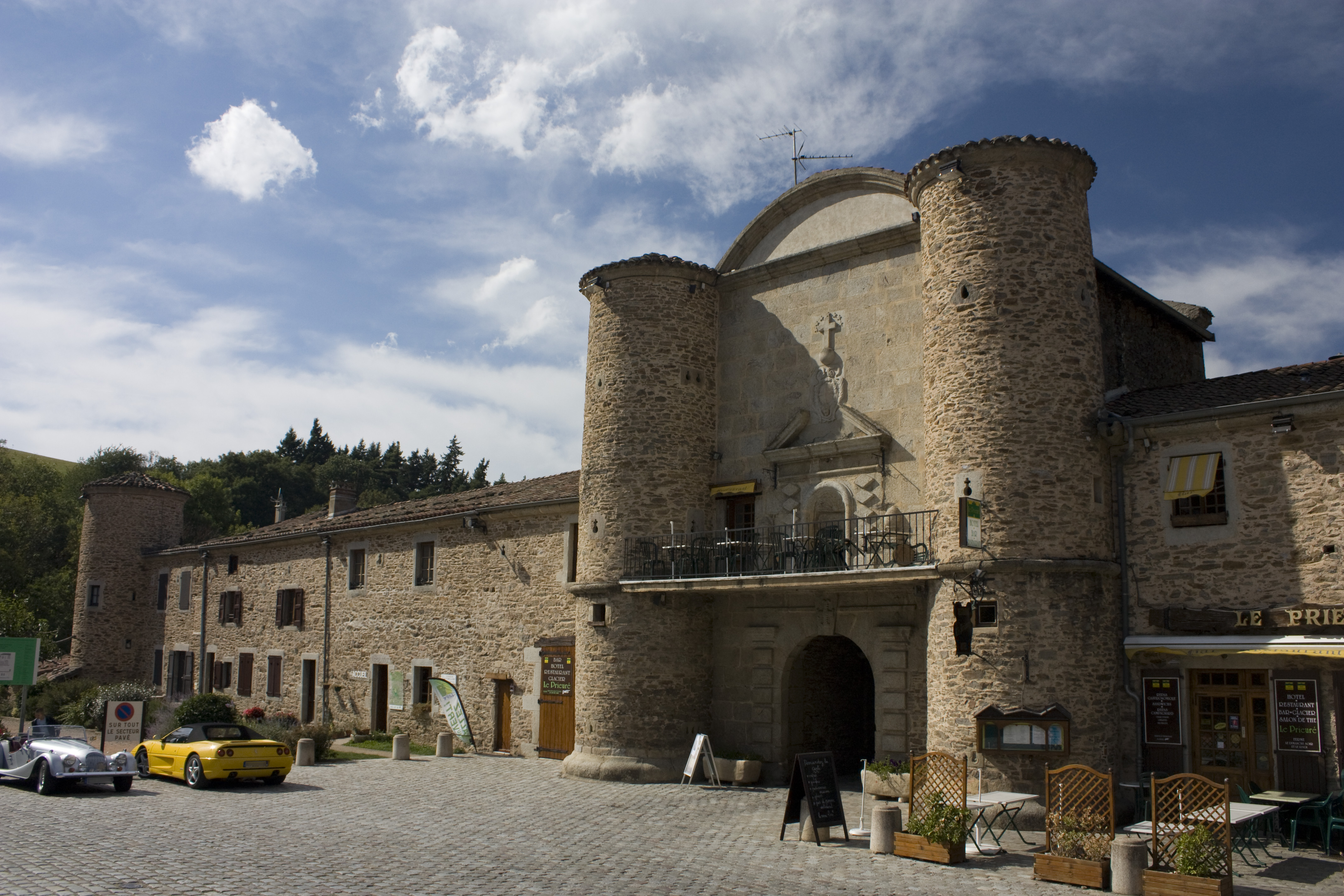
Centrum van Sainte-Croix-en-Jarez
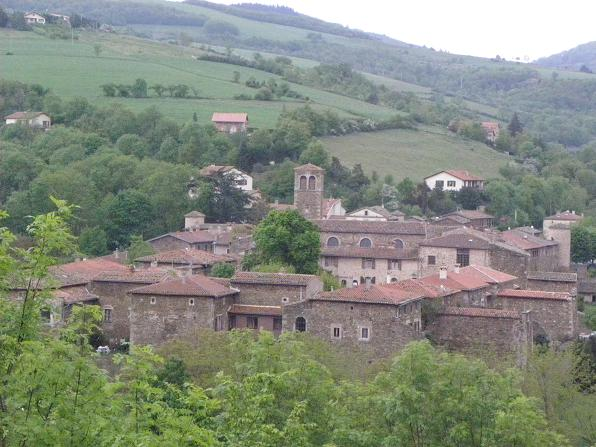
Sainte-Croix-en-Jarez

## Geografie
De oppervlakte van Sainte-Croix-en-Jarez bedroeg op 1 januari 2022 12,05 vierkante kilometer; de bevolkingsdichtheid was toen 40,2 inwoners per km².

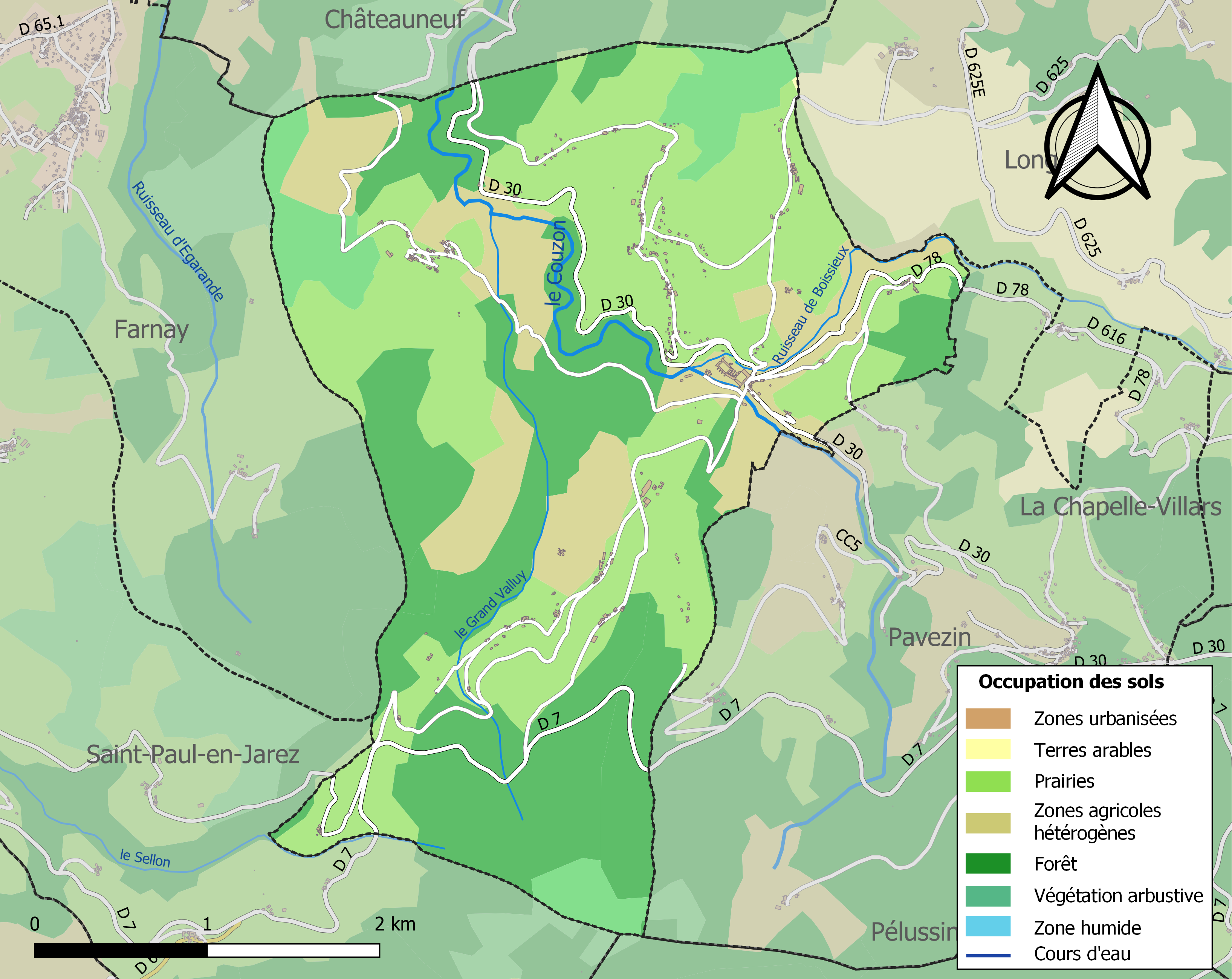
Kaart van de gemeente met de belangrijkste infrastructuur, bodemgebruik en omliggende gemeenten

## Demografie
Onderstaande figuur toont het verloop van het inwonertal (bron: INSEE-tellingen).